# Обшорон (імені Мір Саїда Алії Хамадоні район)
Обшоро́н (тадж. Обшорон) — село у складі Хатлонської області Таджикистану. Входить до складу джамоату імені Саїдкула Турдієва району імені Мір Саїда Алії Хамадоні.
Назва означає місце з багатьма джерелами. Колишня назва — Отділення № 2 совхоза імені Турдиєва, потім Советабад, сучасна — з 11 грудня 2012 року.
Населення — 2336 осіб (2010; 2293 в 2009).